# Cantone di Fougères-Sud
Il Cantone di Fougères-Sud era una divisione amministrativa dell'arrondissement di Fougères-Vitré.
A seguito della riforma approvata con decreto del 18 febbraio 2014, che ha avuto attuazione dopo le elezioni dipartimentali del 2015, è stato soppresso.

## Composizione
Comprendeva parte della città di Fougères e i comuni di:
- Billé
- Combourtillé
- Dompierre-du-Chemin
- Javené
- Lécousse
- Parcé
- Romagné
- Saint-Sauveur-des-Landes